# No WTO Combo
No WTO Combo – antyglobalistyczny w przesłaniu, efemeryczny projekt muzyczny, rodzaj supergrupy, której członkami byli: Jello Biafra – były wokalista znanej punkowej grupy Dead Kennedys, Krist Novoselic – były basista Nirvany, Kim Thayil – były gitarzysta Soundgarden i Gina Mainwal – członek grupy Sweet 75. 
Jedyny ich wspólny występ, planowany na 30 listopada 1999 i będący wyrazem protestu przeciwko szczytowi Światowej Organizacji Handlu (World Trade Organization – WTO) w Seattle, został odwołany ze względu na gwałtowne zamieszki, które miały wówczas miejsce. Ostatecznie koncert odbył się następnego dnia.
Rezultatem spotkania muzyków było nagranie płyty Live from the Battle in Seattle, wyprodukowanej przez Novoselica i Jacka Endino a wydanej przez Alternative Tentacles.

## Członkowie grupy
- Jello Biafra – wokal
- Kim Thayil – gitara
- Krist Novoselic – gitara basowa
- Gina Mainwal – perkusja